# Bodil Miller
Bodil Miller Jørgensen (født Møller 14. april 1928 i Nørresundby, død 16. september 2017) var en dansk skuespiller.
Hun blev uddannet fra Privatteatrenes Elevskole og opholdt sig herefter en række år i Hollywood, der gav hende mulighed for at medvirke i 4-5 spillefilm.
Tilbage i Danmark arbejdede hun som mannequin og fik også indspillet enkelte film.
I tv har hun haft en rolle i serien En by i provinsen.

## Filmografi
| År   | Titel                | Rolle                | Noter                      |
| ---- | -------------------- | -------------------- | -------------------------- |
| 1955 | Det var på Rundetårn |                      |                            |
| 1956 | Kispus               |                      |                            |
| 1957 | Englen i sort        |                      |                            |
| 1961 | Reptilicus           | biolog Connie Miller | (kun i den danske version) |
| 1962 | Rikki og mændene     |                      |                            |
| 1969 | Tænk på et tal       |                      |                            |
| 1971 | Med kærlig hilsen    |                      |                            |